# Dick Clark
Richard Wagstaff Clark (30. listopadu 1929 Bronxville, New York, USA – 18. dubna 2012 Santa Monica, Kalifornie, USA) byl americký televizní a rozhlasový moderátor. V letech 1957–1987 moderoval pořad American Bandstand. Roku 1993 byl uveden do Rock and Roll Hall of Fame.